# Lincoln Continental (1960)
Lincoln Continental – samochód osobowy klasy luksusowej produkowany pod amerykańską marką Lincoln w latach 1960–2002.

## Pierwsza generacja

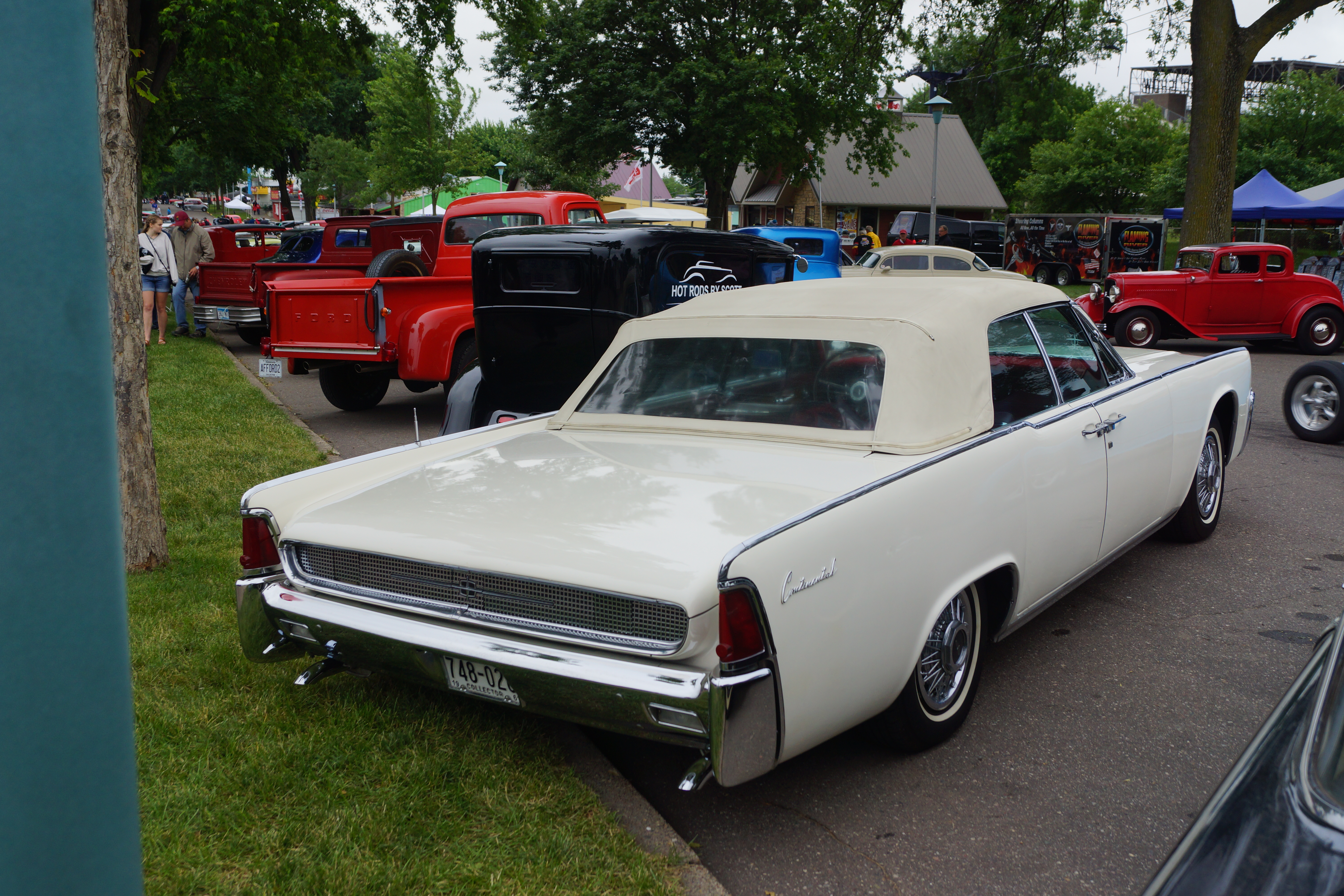
Lincoln Continental I - tył

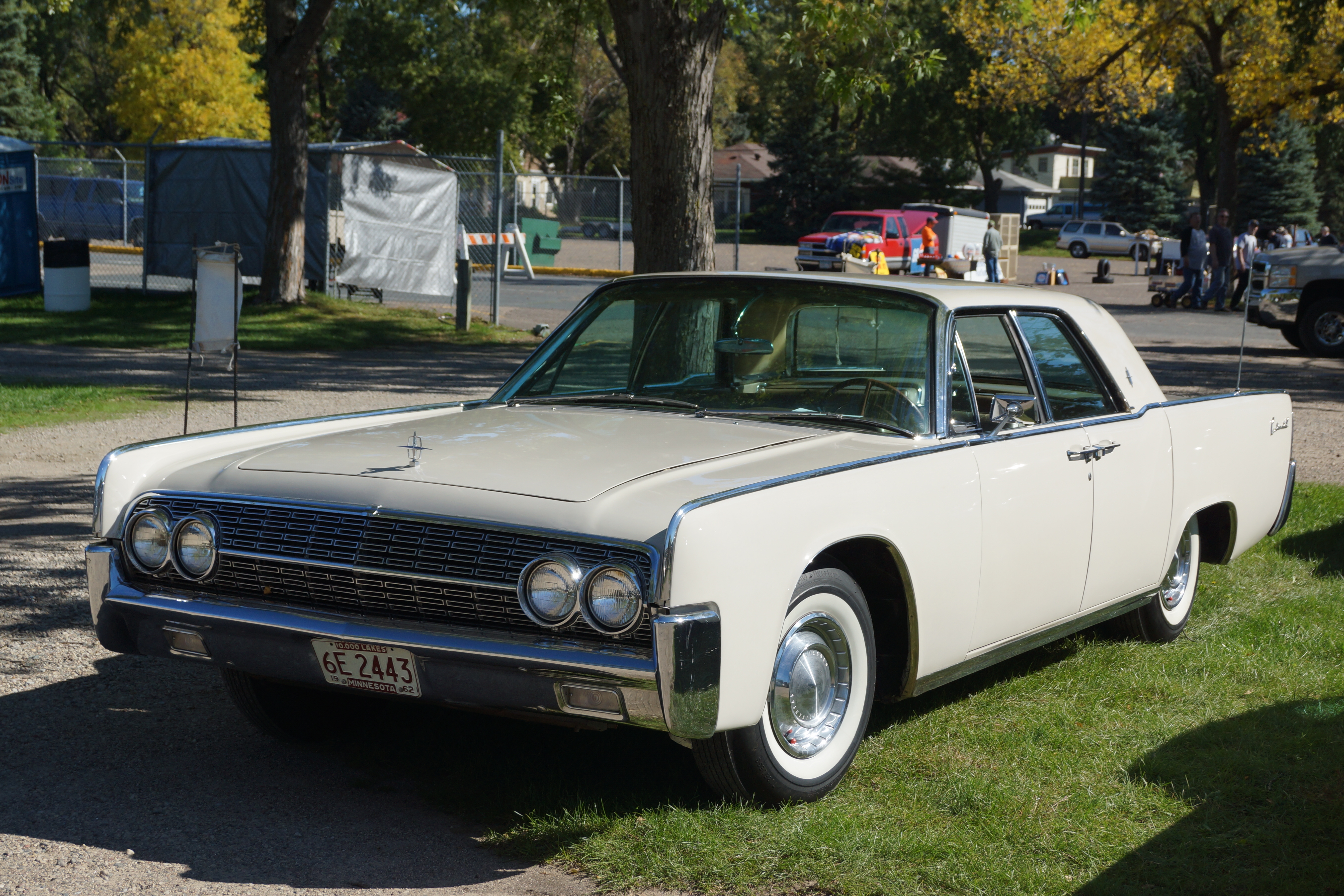
Lincoln Continental I po liftingu

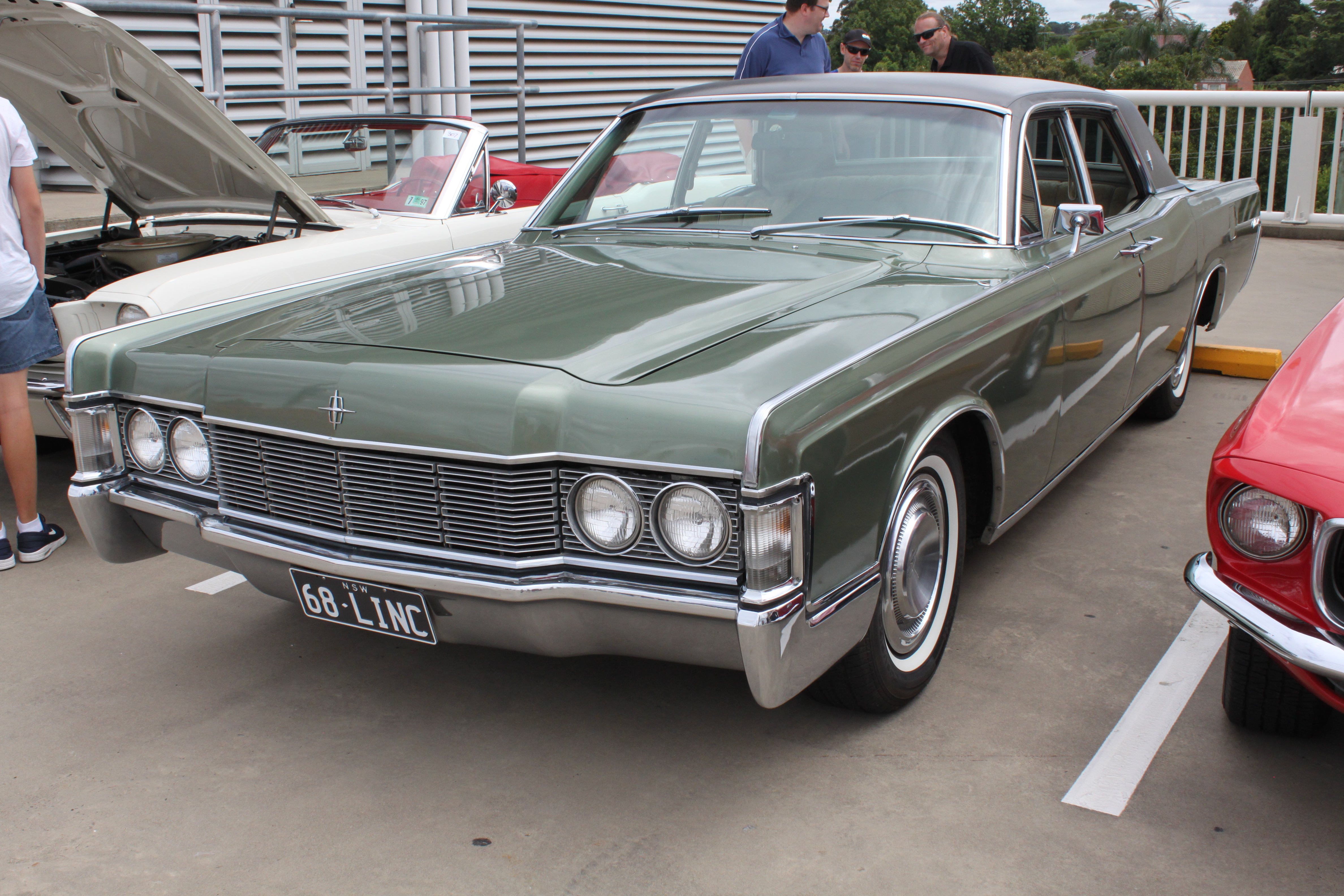
Lincoln Continental I po drugim liftingu

Lincoln Continental I został zaprezentowany po raz pierwszy w 1960 roku.
Po tym, jak w 1960 roku zakończyła się produkcja linii modelowej Continental Mark Series, Ford podjął decyzję o ponownym włączeniu jej do portfolio marki Lincoln wzorem tego, jak miało to miejsce w przypadku modelu Continental z lat 1939–1948.
Nowy Lincoln Continental zastąpił w dotychczasowej ofercie marki model Premiere, podobnie jak on uzyskując masywne, kanciaste nadwozie. Charakterystyczną cechą wyglądu były kanciaste przednie błotniki przy owalnej, chromowanej atrapie chłodnicy z podwójnymi reflektorami.

### Restylizacje
Podczas trwającej 9 lat produkcji Lincolna Continentala I, samochód przeszedł dwie rozległe restylizacje. W ramach pierwszej, przeprowadzonej w 1962 roku, pojawił się bardziej kanciasty kształt atrapy chłodnicy, zmodyfikowany zderzak i inaczej rozstawione reflektory.
Druga restylizacja przeprowadzona w 1966 roku i przyniosła kolejne zmiany wizualne w pasie przednim. Pojawiło się wybrzuszenie w masce, które wyeksoponowało też bardziej atrapę chłodnicy i zmieniło kształt zderzaka. Ponadto, kosmetyczne zmiany przeszła także tylna część nadwozia.

### Silniki
- V8 7.0l MEL
- V8 7.5l 385
- V8 7.6l MEL

## Druga generacja

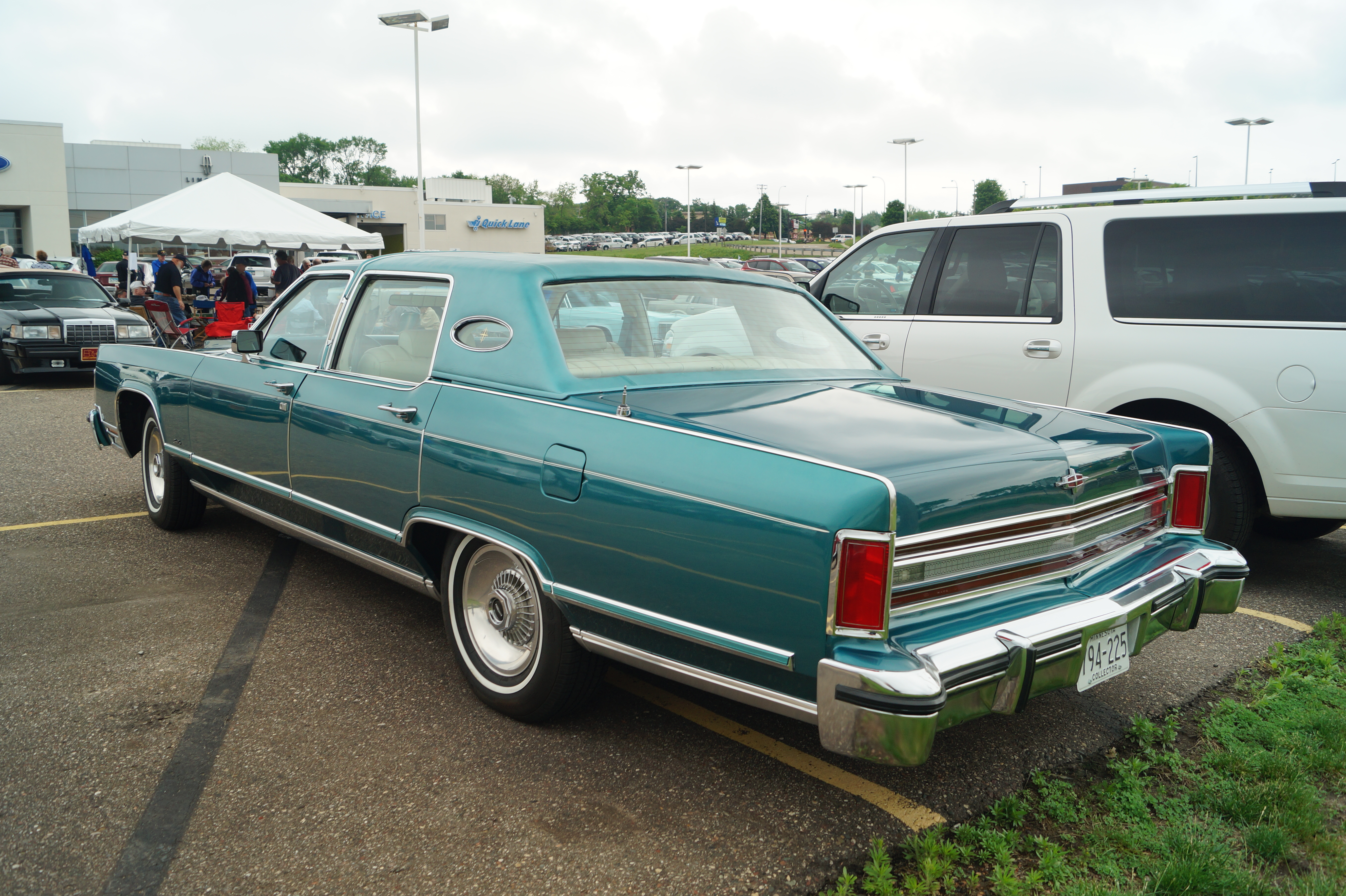
Lincoln Continental II - tył

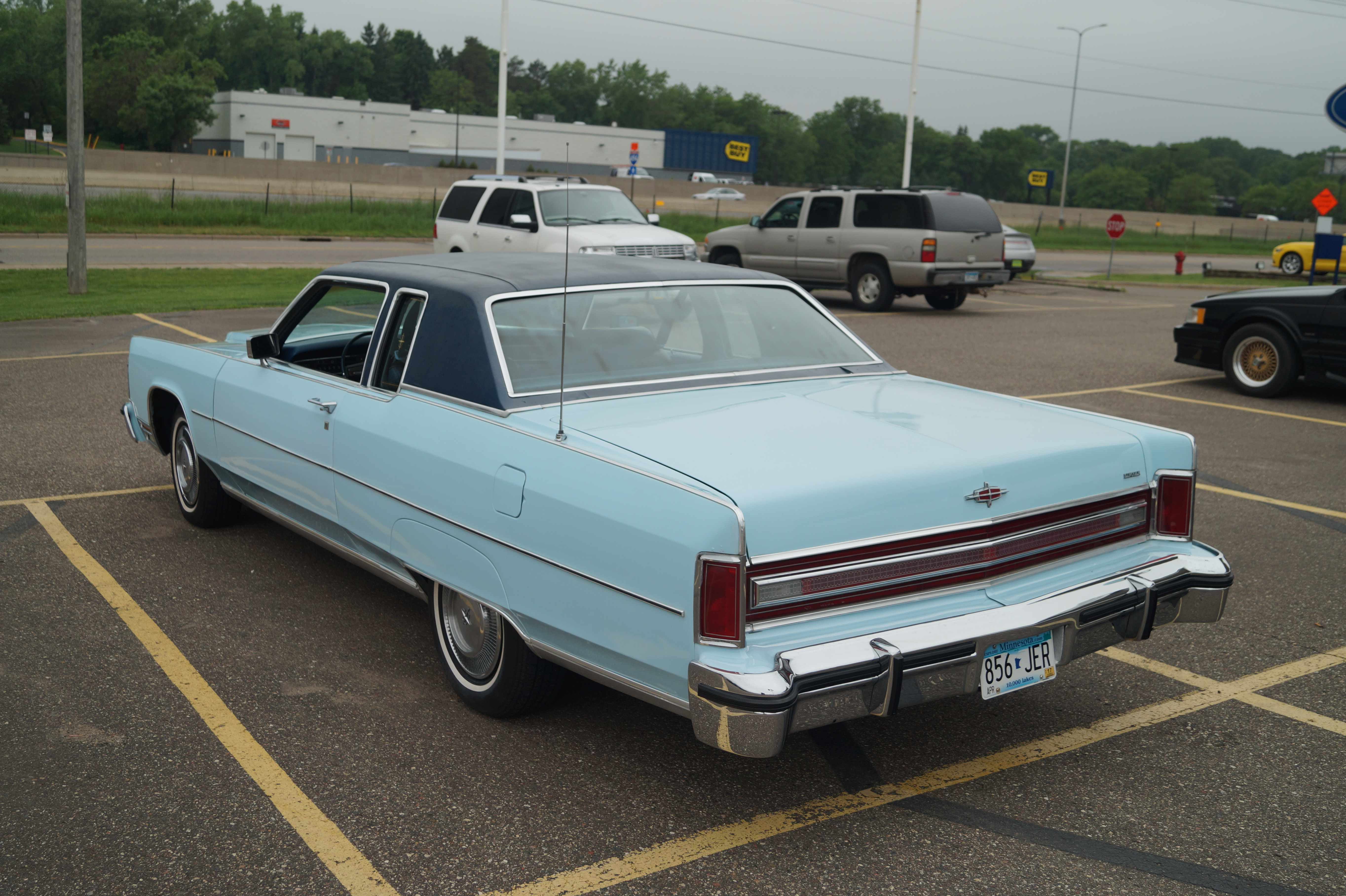
Lincoln Continental II Coupe

Lincoln Continental II został zaprezentowany po raz pierwszy w 1969 roku.
Pod koniec lat 60. XX wieku zaprezentowana została nowa generacja Lincolna Continentala, która przeszła obszerne modyfikacje techniczne i wizualne. Nadwozie stało się przestronniejsze i usztywnione, z kolei z przodu pojawiło się rozwiązanie znane już z innych marek koncernu Forda - chowane przednie reflektory pod obracającymi się, prostokątnymi kloszami.
Innymi charakterystycznymi cechami wyglądu zewnętrznego były kanciaste, strzeliste błotniki wykraczające poza obrys nadwozia, na których tylnych krawędziach umieszczone zostały lampy. Nadwozie było dwukolorowe, z opcjonalnym innym malowaniem dachu. Continental II oferowany był jako 4-drzwiowy sedan, jak i 2-drzwiowe coupe.

### Silniki
- V8 6.6l Cleveland
- V8 7.5l 385

## Trzecia generacja

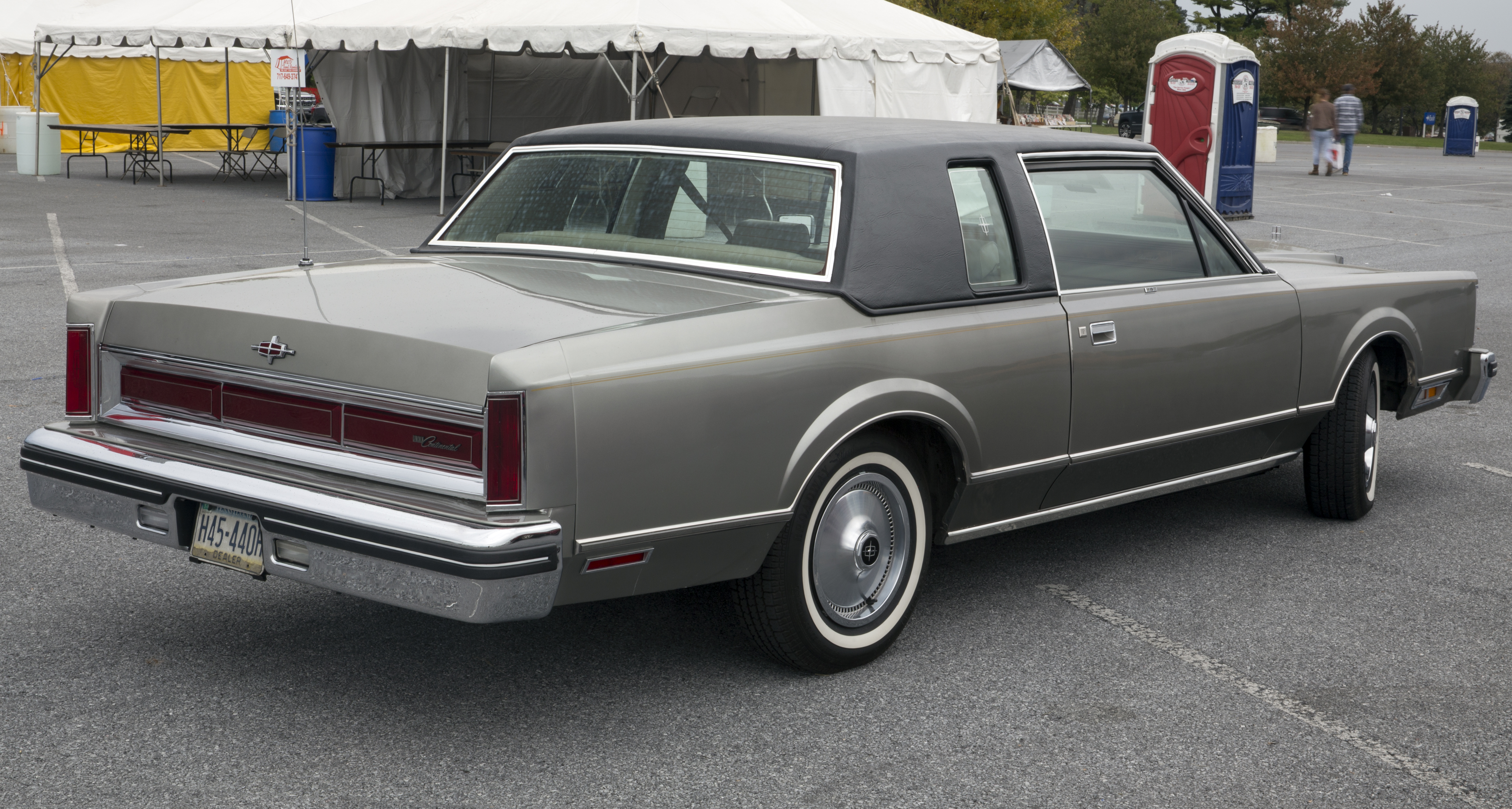
Lincoln Continental III - tył

Lincoln Continental III został zaprezentowany po raz pierwszy w 1979 roku.
Opracowując nową generację Continentala, koncern Ford zmuszony był uwzględnić nowe federalne regulacje związane z normami zużycia paliwa i emisji spalin Corporate Average Fuel Economy (CAFE). W związku z tym, sztandarowa limuzyna Lincolna stała się mniejsza od poprzednika, zyskała bardziej aerodynamiczne proporcje nadwozia i napędzana była odtąd bardziej ekonomiczną jednostkę napędową.
Jednocześnie producent zdecydował się zachować charakterystyczne, kanciaste proporcje nadwozia. Z przodu pojawiła się duża, kanciasta atrapa chłodnicy wykończona chromem, z kolei z tyłu pojawiły się charakterystyczne lampy umieszczone na błotnikach i podłużne odblaski umieszczone na całej szerokości klapy bagażnika.

### Silnik
- V8 5.0l Ford

## Czwarta generacja

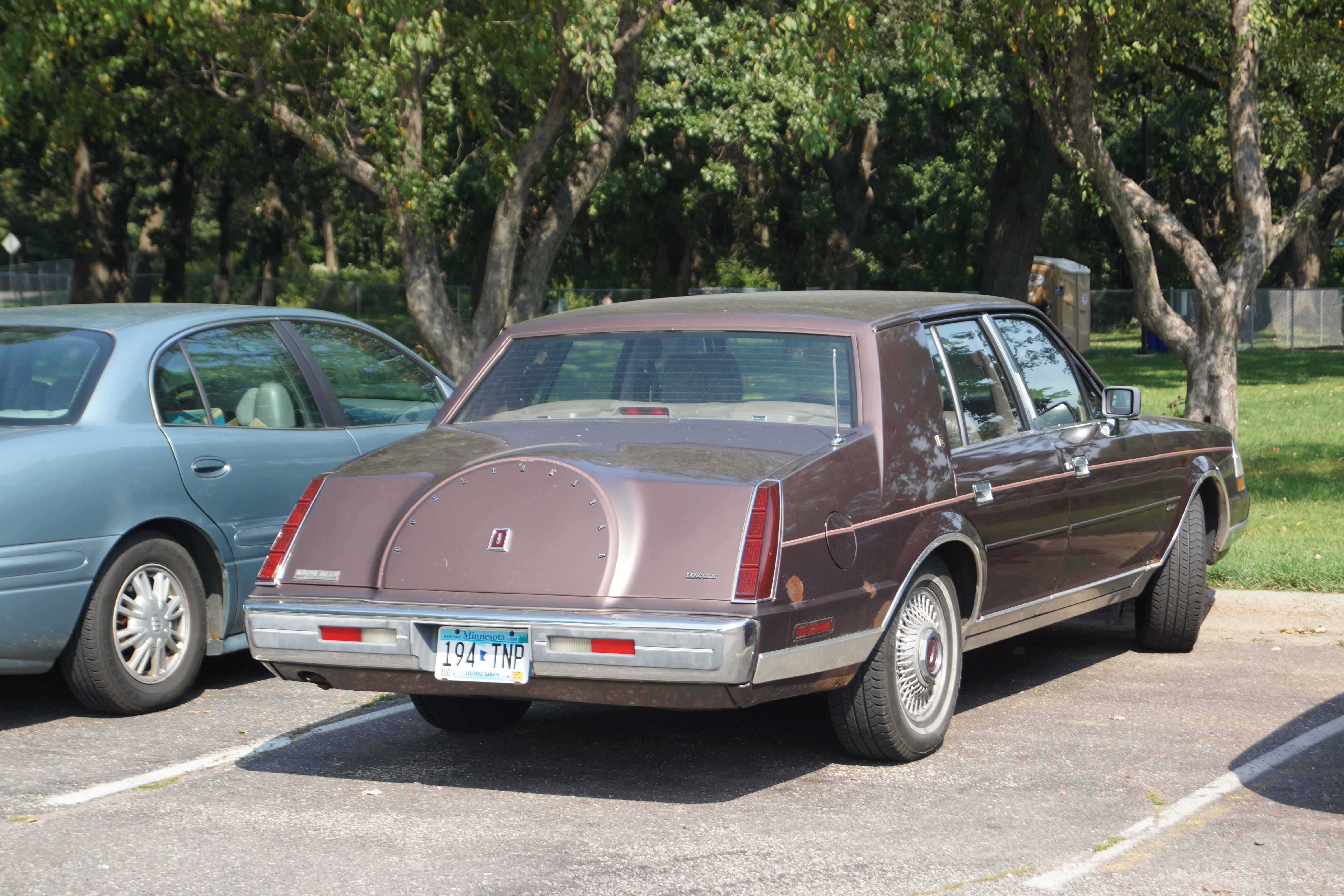
Lincoln Continental IV - tył

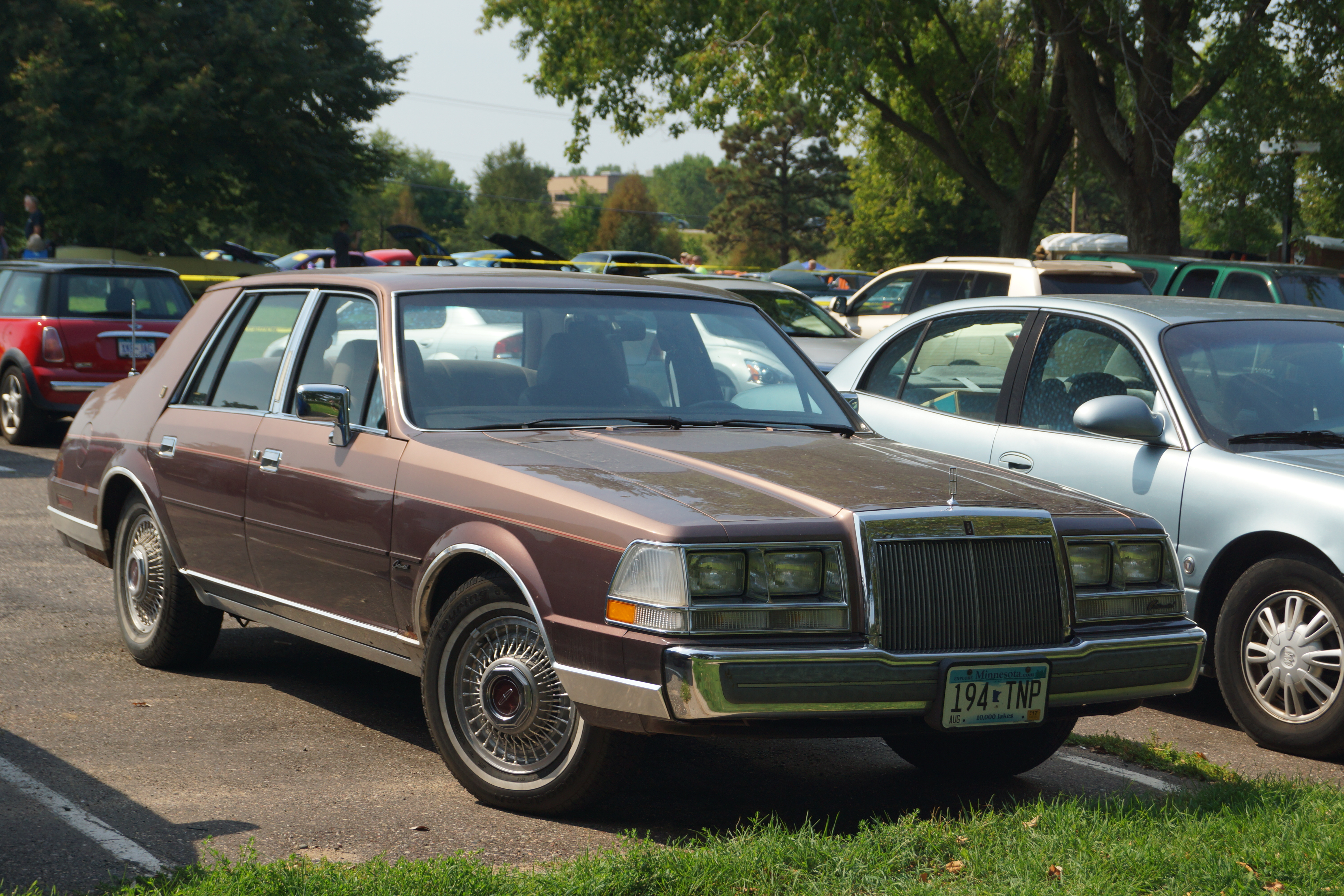
Lincoln Continental IV po liftingu

Lincoln Continental IV został zaprezentowany po raz pierwszy w 1981 roku.
Pracując na kolejną generacją Continentala, Lincoln zachował kierunek zmian w stronę obniżenia masy całkowitej nadwozia i nadania jej bardziej aerodynamicznych proporcji. Koncern Ford oparł samochód na platformie Ford Fox, która przyniosła mniejsze wymiary i smuklejsze proporcje nadwozia.
Charakterystycznym elementem stylistyki stała się opadająca ku dołowi trzecia bryła nadwozia tworzona przez bagażnik, która zdobiona była wąskimi, umieszczonymi pod kątem tylnymi lampami. Ponadto, Lincoln zawarł też charakterystyczny dla swoich pojazdów akcent pod postacią dużego wytłoczenia skrywającym koło zapasowe.

### Lifting
W 1984 roku Continental przeszedł obszerną modernizację nadwozia, która objęła modyfikacjami głównie pas przedni wzorem tylnej części nadwozia - położony pod większym kątem. Pojawiły się większe reflektory z kierunkowskazami obejmującymi krawędzie błotników, a także położona pod większym kątem atrapa chłodnicy.

### Silniki
- L6 2.4l BMW
- V6 3.8l Essex
- V8 4.9l Small Block

## Piąta generacja

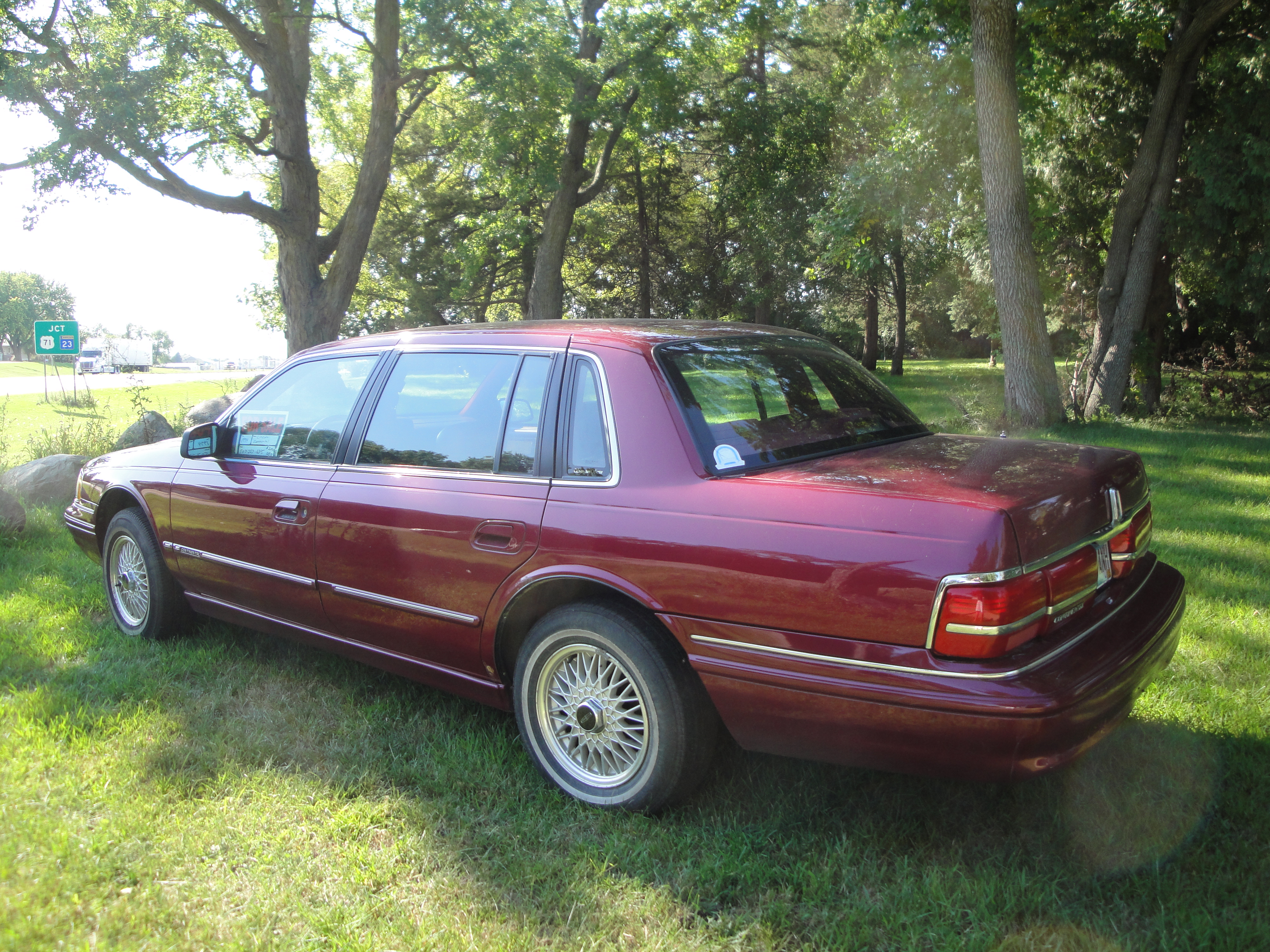
Lincoln Continental V - tył

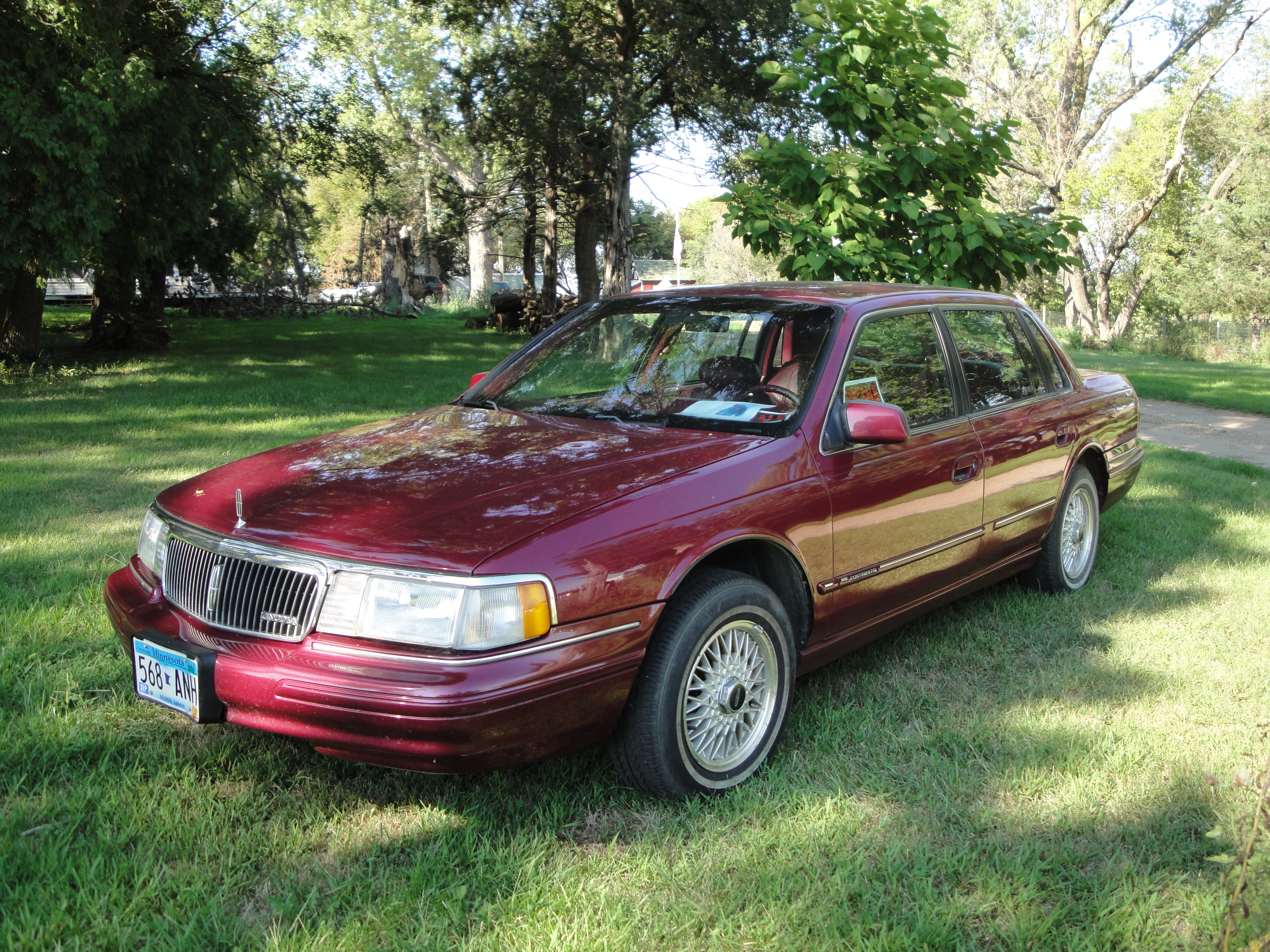
Lincoln Continental V po liftingu

Lincoln Continental V został zaprezentowany po raz pierwszy w 1987 roku.
W drugiej połowie lat 80. XX wieku koncern Ford zdecydował się opracować Continentala według zupełnie nowej koncepcji, odchodząc od schematu stosowanego w przypadku poprzedników. Samochód oparto na nowej platformie Ford FN9, która uczyniła sztandarową limuzynę samochodem przednionapędowym i konstrukcją pokrewną wobec tańszych modeli Ford Taurus i Mercury Sable.
Stylistyka utrzymana została w nurcie zaokrąglonych kantów, zyskując smukłe proporcje. Z przodu pojawiły się większe, kanciaste reflektory tworzące podłużny pas z chromowaną atrapą chłodnicy. Nowym akcentem stało się też niewielkie okienko w słupku C, z kolei tylny pas zdobiły podłużne, biegnące przez całą szerokość nadwozia lampy.

### Lifting
W 1994 roku Lincoln Continental przeszedł kosmetyczną modernizację, która zmianami obeszła głównie pas przedni nadwozia. Reflektory zyskały inne wkłady, zmodyfikowano także kształt zderzaków, a atrapa chłodnicy zyskała zmodyfikowany układ z mniejszą ilością chromowanych ozdobników.

### Silnik
- V8 3.8l Essex

## Szósta generacja

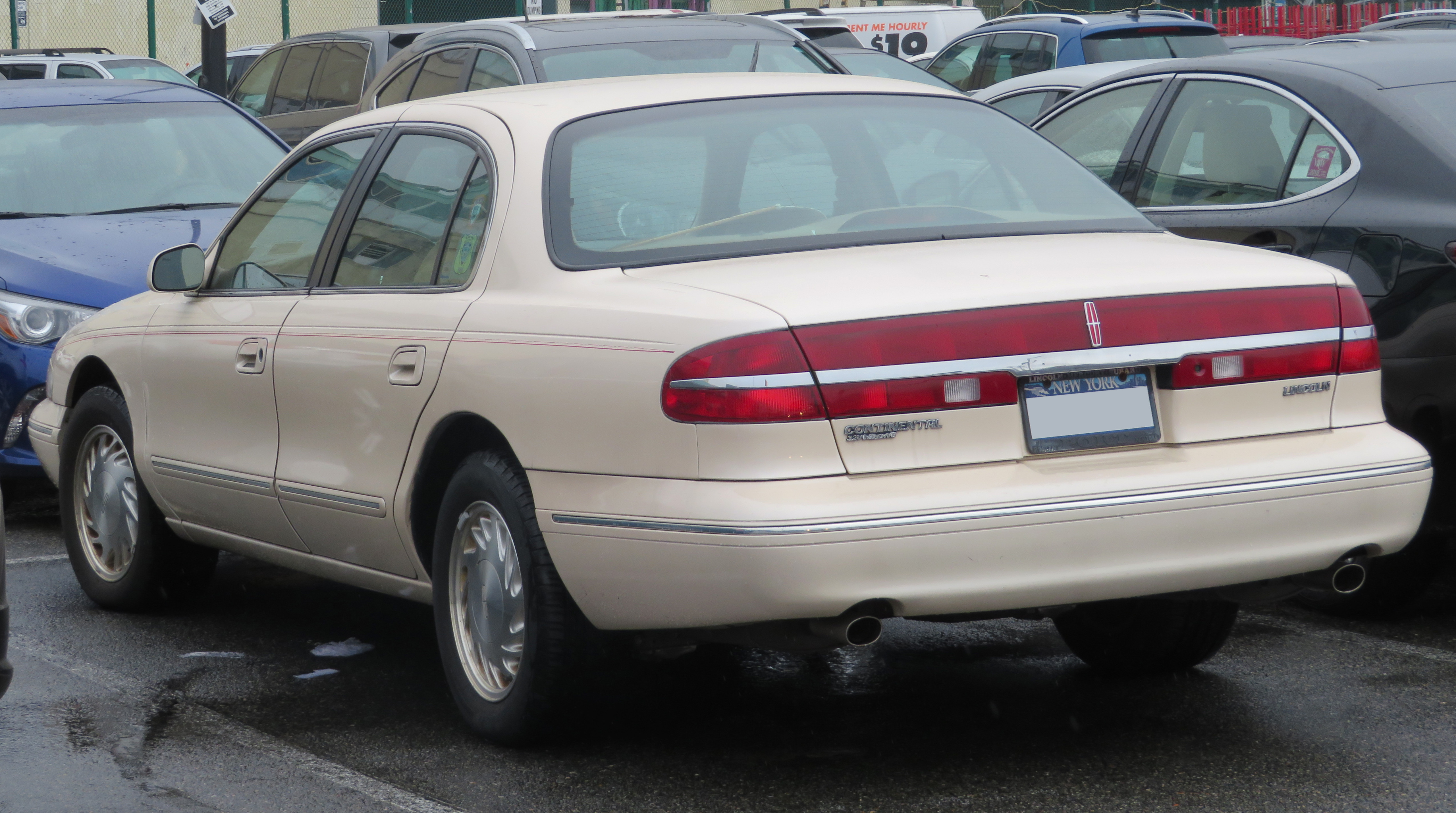
Lincoln Continental VI - tył

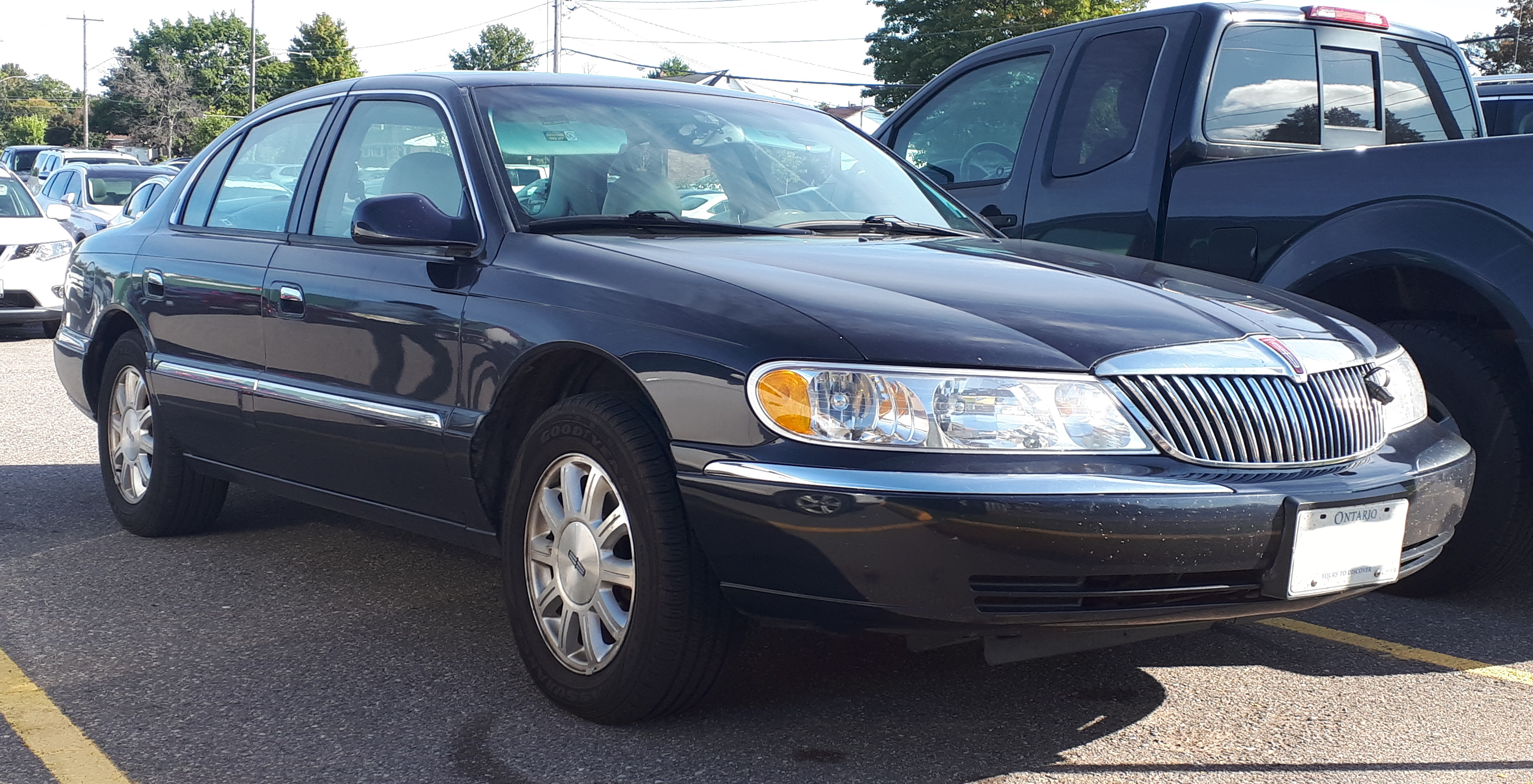
Lincoln Continental VI po liftingu

Lincoln Continental VI został zaprezentowany po raz pierwszy w 1994 roku.
Jesienią 1994 roku Lincoln przedstawił szóstą i ostatnią generację tej serii modelowej Continental opracowaną na zmodernizowanej platformie Ford FN9 znanej z poprzednika. Samochód utrzymano w nowym kierunku stylistycznym producenta, charakteryzującym się obłym, smukłym nadwoziem z licznymi zaokrągleniami i owalnymi akcentami.
Z przodu pojawiły się podłużne, wąskie reflektory, a także wąska atrapa chłodnicy pierwszy raz z umieszczonym na niej logo producenta. Tylną część nadwozia zdobiły z kolei wąskie, biegnące przez całą jej szerokość lampy. Samochód został upodobniony do sztandarowego, większego modelu Town Car.

### Lifting
Pod koniec 1997 roku Lincoln Continental VI przeszedł rozległą modernizację nadwozia, w ramach której limuzyna przeszła głębokie zmiany wyglądu nadwozia. Z przodu pojawiły się większe reflektory i inaczej ukształtowana atrapa chłodnicy, z kolei tylną część nadwozia zdobiły dwuczęściowe, zaokrąglone lampy tym razem bez połączenia biegnącego przez klapę bagażnik a.

### Koniec produkcji i następca
W czerwcu 2001 roku Lincoln podjął decyzję o braku bezpośredniego następcy dla Continentala, kończąc ostatecznie jego produkcję rok później, w lipcu 2002 roku. Przez najbliższe 6 lat sztandarowym modelem pozostała większa limuzyna Town Car, aż do momentu premiery modelu MKS w 2007 roku, który uzupełnił lukę po Continentalu.

### Silnik
- V8 4.6l InTech